# Carli Snyder
Carli Anne Snyder (Macomb, 30 aprile 1996) è una pallavolista statunitense, schiacciatrice delle Grand Rapids Rise.

## Carriera

### Club
La carriera di Carli Snyder inizia a livello giovanile con la formazione del Michigan Elite, giocando anche a livello scolastico con la Dakota HS. Dopo il diploma compete a livello universitario con la Florida, in NCAA Division I: fa parte delle Gators dal 2014 al 2017, raggiungendo la finale nazionale durante il suo senior year e ottenendo diversi riconoscimenti individuali.
Nella stagione 2018-19 firma il suo primo contratto professionistico in Francia, ingaggiata per un biennio dall'ASPTT Mulhouse, in Ligue A, dove resta anche nel campionato 2020-21, trasferendosi però al Nantes, mentre nel campionato seguente approda al RC Cannes, dove milita per un biennio, dopo il quale fa ritorno al Mulhouse nella stagione 2023-24.
Torna poi in patria per disputare la Pro Volleyball Federation 2025 con le Grand Rapids Rise, venendo inserita nell'All-PVF Second Team.

### Nazionale
Nel 2012 viene convocata nella nazionale statunitense Under-18, conquistando la medaglia d'oro al campionato nordamericano e venendo premiata come MVP del torneo.

## Palmarès

### Nazionale (competizioni minori)
- Campionato nordamericano under 18 2012

### Premi individuali
- 2012 - Campionato nordamericano Under-18: MVP
- 2017 - All-America Second Team
- 2017 - NCAA Division I: Gainesville Regional All-Tournament Team
- 2017 - NCAA Division I: Kansas City National All-Tournament Team
- 2025 - Pro Volleyball Federation: All-PVF Second Team